# Nationaal park Djukbinj
Het Nationaal park Djukbinj (Engels: Djukbinj National Park) is een Australisch nationaal park in het Noordelijk Territorium. Het ligt tussen de stad Darwin en het beroemde Nationaal park Kakadu. Djukbinj werd opgericht in 1997 en is 133 km² groot.
Het park omvat de wetlands ten oosten van de rivier de Adelaide met omliggende boomsavanne.